# Lista över insjöar i Sverige med namn som slutar med -gölen (Östergötland)
gölen  ingår i namnet på följande insjöar i Sverige som har Wikipedia-artikel:

## Östergötland
- Abborregölen (Godegårds socken, Östergötland), sjö i Motala kommun och Östergötland 58°47′21″N 15°20′08″Ö / 58.78927°N 15.33549°Ö
- Abborregölen (Malexanders socken, Östergötland), sjö i Boxholms kommun och Östergötland 58°03′57″N 15°08′39″Ö / 58.06597°N 15.14411°Ö
- Abborregölen (Risinge socken, Östergötland), sjö i Finspångs kommun och Östergötland 58°47′41″N 15°59′06″Ö / 58.79486°N 15.98488°Ö
- Abborregölen (Simonstorps socken, Östergötland), sjö i Norrköpings kommun och Östergötland 58°49′12″N 16°10′34″Ö / 58.82013°N 16.17609°Ö
- Abborrgölen (Risinge socken, Östergötland), sjö i Finspångs kommun och Östergötland 58°45′48″N 15°46′25″Ö / 58.76347°N 15.77372°Ö
- Abborrgölen (Skedevi socken, Östergötland), sjö i Finspångs kommun och Östergötland 58°49′45″N 16°07′31″Ö / 58.82906°N 16.12529°Ö
- Albergsgölen, sjö i Kinda kommun och Östergötland 57°55′11″N 15°32′01″Ö / 57.91970°N 15.53354°Ö
- Aligölen, sjö i Ydre kommun och Östergötland 58°00′13″N 15°07′41″Ö / 58.00348°N 15.12818°Ö
- Anderstorpagölen, sjö i Motala kommun och Östergötland 58°46′58″N 15°09′52″Ö / 58.78270°N 15.16440°Ö
- Attarpegölen, sjö i Ydre kommun och Östergötland 57°44′26″N 15°18′22″Ö / 57.74042°N 15.30605°Ö
- Avgölen, sjö i Linköpings kommun och Östergötland 58°07′46″N 15°26′53″Ö / 58.12940°N 15.44793°Ö
- Axgölen, sjö i Boxholms kommun och Östergötland 58°02′19″N 15°19′53″Ö / 58.03852°N 15.33135°Ö
- Baggölen, sjö i Finspångs kommun och Östergötland 58°50′34″N 15°52′35″Ö / 58.84281°N 15.87636°Ö
- Bastgölen (Godegårds socken, Östergötland), sjö i Motala kommun och Östergötland 58°48′47″N 15°11′25″Ö / 58.81308°N 15.19032°Ö
- Bastgölen (Västra Ryds socken, Östergötland), sjö i Ydre kommun och Östergötland 57°51′39″N 15°06′23″Ö / 57.86078°N 15.10644°Ö
- Bengtgölen, sjö i Norrköpings kommun och Östergötland 58°41′47″N 16°11′38″Ö / 58.69636°N 16.19393°Ö
- Berggölen (Kristbergs socken, Östergötland), sjö i Motala kommun och Östergötland 58°36′40″N 15°11′11″Ö / 58.61115°N 15.18631°Ö
- Berggölen (Malexanders socken, Östergötland), sjö i Boxholms kommun och Östergötland 58°05′18″N 15°16′56″Ö / 58.08834°N 15.28220°Ö
- Berggölen (Tidersrums socken, Östergötland), sjö i Kinda kommun och Östergötland 57°50′36″N 15°34′18″Ö / 57.84337°N 15.57167°Ö
- Berggölen (Tjällmo socken, Östergötland), sjö i Motala kommun och Östergötland 58°46′24″N 15°23′13″Ö / 58.77320°N 15.38687°Ö
- Berggölen (Åtvids socken, Östergötland), sjö i Åtvidabergs kommun och Östergötland 58°05′14″N 16°02′11″Ö / 58.08732°N 16.03625°Ö
- Bergslundsgölen, sjö i Ydre kommun och Östergötland 57°49′45″N 15°21′42″Ö / 57.82916°N 15.36154°Ö
- Bergvikgölen, sjö i Kinda kommun och Östergötland 57°58′32″N 15°26′57″Ö / 57.97561°N 15.44912°Ö
- Bjursjögölen, sjö i Boxholms kommun och Östergötland 58°04′49″N 15°07′36″Ö / 58.08015°N 15.12656°Ö
- Bjärsjögölen, sjö i Ödeshögs kommun och Östergötland 58°08′43″N 14°52′40″Ö / 58.14520°N 14.87774°Ö
- Blankagölen, sjö i Kinda kommun och Östergötland 58°02′44″N 15°34′21″Ö / 58.04557°N 15.57237°Ö
- Blankgölen, sjö i Ydre kommun och Östergötland 57°44′00″N 15°20′42″Ö / 57.73320°N 15.34492°Ö
- Bläsebogölen, sjö i Ydre kommun och Östergötland 57°51′42″N 15°27′37″Ö / 57.86179°N 15.46019°Ö
- Blågölen (Kisa socken, Östergötland, 643346-147985), sjö i Kinda kommun och Östergötland 58°01′29″N 15°27′51″Ö / 58.02476°N 15.46420°Ö
- Blågölen (Kisa socken, Östergötland, 643511-148730), sjö i Kinda kommun och Östergötland 58°02′23″N 15°35′25″Ö / 58.03985°N 15.59019°Ö
- Blågölen (Nykils socken, Östergötland), sjö i Linköpings kommun och Östergötland 58°10′21″N 15°32′22″Ö / 58.17245°N 15.53942°Ö
- Blågölen (Ringarums socken, Östergötland), sjö i Valdemarsviks kommun och Östergötland 58°16′07″N 16°33′53″Ö / 58.26870°N 16.56462°Ö
- Bobbegölen, sjö i Linköpings kommun och Östergötland 58°34′48″N 15°34′47″Ö / 58.58004°N 15.57965°Ö
- Bockgölen, sjö i Linköpings kommun och Östergötland 58°04′22″N 15°23′35″Ö / 58.07267°N 15.39308°Ö
- Bodgölen, sjö i Ydre kommun och Östergötland 57°47′07″N 15°24′14″Ö / 57.78530°N 15.40394°Ö
- Bogölen (Brunneby socken, Östergötland), sjö i Motala kommun och Östergötland 58°35′48″N 15°20′21″Ö / 58.59663°N 15.33928°Ö
- Bogölen (Norra Vi socken, Östergötland), sjö i Ydre kommun och Östergötland 57°50′27″N 15°28′54″Ö / 57.84084°N 15.48161°Ö
- Bogölen (Ulrika socken, Östergötland), sjö i Linköpings kommun och Östergötland 58°06′46″N 15°19′19″Ö / 58.11283°N 15.32205°Ö
- Bokegölen, sjö i Ödeshögs kommun och Östergötland 58°09′15″N 14°47′04″Ö / 58.15419°N 14.78443°Ö
- Borggölen (Ulrika socken, Östergötland), sjö i Linköpings kommun och Östergötland 58°06′37″N 15°27′45″Ö / 58.11032°N 15.46254°Ö
- Bortgölen, sjö i Kinda kommun och Östergötland 57°52′23″N 15°28′28″Ö / 57.87305°N 15.47441°Ö
- Bosgölen, sjö i Linköpings kommun och Östergötland 58°10′11″N 15°24′52″Ö / 58.16980°N 15.41456°Ö
- Brahusgölen, sjö i Motala kommun och Östergötland 58°44′07″N 15°14′00″Ö / 58.73526°N 15.23331°Ö
- Braxengölen, sjö i Norrköpings kommun och Östergötland 58°46′15″N 16°05′12″Ö / 58.77097°N 16.08673°Ö
- Breddalsgölen, sjö i Åtvidabergs kommun och Östergötland 58°19′22″N 16°02′06″Ö / 58.32291°N 16.03488°Ö
- Breddarpsgölen, sjö i Kinda kommun och Östergötland 58°04′15″N 15°31′13″Ö / 58.07087°N 15.52036°Ö
- Bredgölen (Kisa socken, Östergötland), sjö i Kinda kommun och Östergötland 57°57′06″N 15°34′17″Ö / 57.95165°N 15.57130°Ö
- Bredgölen (Norra Vi socken, Östergötland), sjö i Ydre kommun och Östergötland 57°51′21″N 15°30′37″Ö / 57.85590°N 15.51027°Ö
- Bredgölen (Stjärnorps socken, Östergötland), sjö i Linköpings kommun och Östergötland 58°34′42″N 15°31′58″Ö / 58.57842°N 15.53273°Ö
- Bredgölen (Tidersrums socken, Östergötland, 641627-148531), sjö i Kinda kommun och Östergötland 57°52′14″N 15°33′28″Ö / 57.87046°N 15.55784°Ö
- Bredgölen (Tidersrums socken, Östergötland, 642321-147876), sjö i Kinda kommun och Östergötland 57°55′58″N 15°26′48″Ö / 57.93268°N 15.44668°Ö
- Brokgölen, sjö i Kinda kommun och Östergötland 57°53′26″N 15°27′45″Ö / 57.89044°N 15.46245°Ö
- Brostugugölen, sjö i Norrköpings kommun och Östergötland 58°41′20″N 16°14′26″Ö / 58.68876°N 16.24057°Ö
- Bränngölen, sjö i Motala kommun och Östergötland 58°46′32″N 15°22′22″Ö / 58.77567°N 15.37284°Ö
- Byggölen, sjö i Kinda kommun och Östergötland 58°07′00″N 15°33′51″Ö / 58.11657°N 15.56410°Ö
- Bykgölen, sjö i Linköpings kommun och Östergötland 58°34′01″N 15°32′42″Ö / 58.56705°N 15.54502°Ö
- Byttgölen, sjö i Motala kommun och Östergötland 58°46′02″N 15°22′34″Ö / 58.76733°N 15.37605°Ö
- Bäckfallsgölen, sjö i Kinda kommun och Östergötland 57°54′34″N 15°32′39″Ö / 57.90949°N 15.54408°Ö
- Bänarpegölen, sjö i Kinda kommun och Östergötland 57°52′17″N 15°32′12″Ö / 57.87149°N 15.53677°Ö
- Bärsgölen, sjö i Linköpings kommun och Östergötland 58°35′08″N 15°38′02″Ö / 58.58551°N 15.63377°Ö
- Båtviksgölen, sjö i Åtvidabergs kommun och Östergötland 58°16′00″N 16°04′48″Ö / 58.26680°N 16.08001°Ö
- Dammstugugölen, sjö i Boxholms kommun och Östergötland 58°01′37″N 15°19′12″Ö / 58.02681°N 15.31999°Ö
- Degstensgölen, sjö i Ydre kommun och Östergötland 57°49′30″N 15°25′50″Ö / 57.82489°N 15.43042°Ö
- Djupråsagölen, sjö i Ydre kommun och Östergötland 57°50′31″N 15°29′42″Ö / 57.84186°N 15.49490°Ö
- Domedagsgölen, sjö i Motala kommun och Östergötland 58°41′42″N 15°10′09″Ö / 58.69510°N 15.16912°Ö
- Dusgölen, sjö i Kinda kommun och Östergötland 58°02′52″N 15°52′15″Ö / 58.04774°N 15.87090°Ö
- Edstorpagölen, sjö i Ydre kommun och Östergötland 57°56′02″N 15°16′55″Ö / 57.93391°N 15.28192°Ö
- Ekgölen, sjö i Norrköpings kommun och Östergötland 58°41′33″N 16°19′35″Ö / 58.69240°N 16.32633°Ö
- Eksjögölen, sjö i Norrköpings kommun och Östergötland 58°42′18″N 16°04′47″Ö / 58.70492°N 16.07964°Ö
- Ekängsgölen, sjö i Kinda kommun och Östergötland 58°03′15″N 15°27′00″Ö / 58.05426°N 15.45003°Ö
- Envisegölen, sjö i Ödeshögs kommun och Östergötland 58°05′28″N 14°53′04″Ö / 58.09102°N 14.88440°Ö
- Ersgölen, sjö i Linköpings kommun och Östergötland 58°08′08″N 15°29′17″Ö / 58.13562°N 15.48810°Ö
- Fabbegölen, sjö i Finspångs kommun och Östergötland 58°38′49″N 15°34′09″Ö / 58.64708°N 15.56905°Ö
- Fagerhultsgölen, sjö i Åtvidabergs kommun och Östergötland 58°15′01″N 15°53′52″Ö / 58.25018°N 15.89783°Ö
- Farsbogölen, sjö i Linköpings kommun och Östergötland 58°06′57″N 15°21′57″Ö / 58.11595°N 15.36595°Ö
- Finngölen, sjö i Norrköpings kommun och Östergötland 58°49′16″N 16°07′49″Ö / 58.82115°N 16.13024°Ö
- Finnhemsgölen, sjö i Kinda kommun och Östergötland 58°12′09″N 15°48′26″Ö / 58.20245°N 15.80723°Ö
- Fiskgölen, sjö i Motala kommun och Östergötland 58°47′51″N 15°09′59″Ö / 58.79743°N 15.16638°Ö
- Fjärrgölen, sjö i Ydre kommun och Östergötland 57°48′02″N 15°20′18″Ö / 57.80061°N 15.33834°Ö
- Fjättarpagölen, sjö i Ydre kommun och Östergötland 57°58′30″N 15°00′49″Ö / 57.97499°N 15.01363°Ö
- Flomadgölen, sjö i Ydre kommun och Östergötland 57°50′23″N 15°21′33″Ö / 57.83974°N 15.35905°Ö
- Forserumsgölen, sjö i Ydre kommun och Östergötland 57°43′40″N 15°21′33″Ö / 57.72769°N 15.35926°Ö
- Fredgölen, sjö i Linköpings kommun och Östergötland 58°07′48″N 15°26′07″Ö / 58.12991°N 15.43536°Ö
- Fridhultsgölen, sjö i Linköpings kommun och Östergötland 58°06′38″N 15°26′36″Ö / 58.11054°N 15.44320°Ö
- Frimansgölen, sjö i Kinda kommun och Östergötland 57°55′16″N 15°32′13″Ö / 57.92114°N 15.53707°Ö
- Fundsgölen, sjö i Ydre kommun och Östergötland 57°47′30″N 15°27′06″Ö / 57.79173°N 15.45162°Ö
- Fågelsvedsgölen, sjö i Åtvidabergs kommun och Östergötland 58°17′03″N 15°48′01″Ö / 58.28424°N 15.80025°Ö
- Fårhusgölen, sjö i Boxholms kommun och Östergötland 58°10′44″N 14°59′18″Ö / 58.17900°N 14.98836°Ö
- Födekullagölen, sjö i Ydre kommun och Östergötland 57°45′29″N 15°27′52″Ö / 57.75801°N 15.46438°Ö
- Gäddgölen (Blåviks socken, Östergötland), sjö i Boxholms kommun och Östergötland 58°03′49″N 15°05′28″Ö / 58.06353°N 15.09112°Ö
- Gillersfallgölen, sjö i Linköpings kommun och Östergötland 58°07′38″N 15°28′16″Ö / 58.12713°N 15.47120°Ö
- Gluggebogölen, sjö i Ydre kommun och Östergötland 57°43′20″N 15°17′10″Ö / 57.72229°N 15.28599°Ö
- Godgölen (Kättilstads socken, Östergötland), sjö i Kinda kommun och Östergötland 58°03′27″N 15°59′52″Ö / 58.05740°N 15.99778°Ö
- Godgölen (Skedevi socken, Östergötland), sjö i Finspångs kommun och Östergötland 58°47′40″N 16°04′32″Ö / 58.79434°N 16.07568°Ö
- Gogömsgölen, sjö i Kinda kommun och Östergötland 57°57′39″N 15°53′05″Ö / 57.96073°N 15.88459°Ö
- Grangölen (Ulrika socken, Östergötland, 644302-147389), sjö i Linköpings kommun och Östergötland 58°06′37″N 15°21′44″Ö / 58.11028°N 15.36228°Ö
- Grangölen (Ulrika socken, Östergötland, 644676-147694), sjö i Linköpings kommun och Östergötland 58°08′39″N 15°24′49″Ö / 58.14403°N 15.41365°Ö
- Grangölen (Vånga socken, Östergötland), sjö i Norrköpings kommun och Östergötland 58°36′15″N 15°39′38″Ö / 58.60404°N 15.66051°Ö
- Granstorpegölen, sjö i Kinda kommun och Östergötland 58°03′35″N 15°28′33″Ö / 58.05972°N 15.47573°Ö
- Grytstorpegölen, sjö i Linköpings kommun och Östergötland 58°35′13″N 15°30′27″Ö / 58.58689°N 15.50756°Ö
- Gräsjögölen, sjö i Finspångs kommun och Östergötland 58°45′35″N 15°51′29″Ö / 58.75969°N 15.85805°Ö
- Grönhögsgölen, sjö i Åtvidabergs kommun och Östergötland 58°15′29″N 16°05′20″Ö / 58.25807°N 16.08897°Ö
- Grönsvedsgölen, sjö i Kinda kommun och Östergötland 58°02′41″N 15°32′47″Ö / 58.04462°N 15.54647°Ö
- Gubbgölen (Krokeks socken, Östergötland), sjö i Norrköpings kommun och Östergötland 58°42′24″N 16°19′02″Ö / 58.70653°N 16.31722°Ö
- Gubbgölen (Kvillinge socken, Östergötland), sjö i Norrköpings kommun och Östergötland 58°42′25″N 16°15′14″Ö / 58.70694°N 16.25391°Ö
- Gubbgölen (Norra Vi socken, Östergötland), sjö i Ydre kommun och Östergötland 57°57′47″N 15°24′26″Ö / 57.96300°N 15.40718°Ö
- Gudmundsgölen, sjö i Kinda kommun och Östergötland 58°02′38″N 15°55′18″Ö / 58.04393°N 15.92169°Ö
- Gugölen, sjö i Kinda kommun och Östergötland 58°10′36″N 15°51′14″Ö / 58.17667°N 15.85397°Ö
- Gunnarsbogölen, sjö i Linköpings kommun och Östergötland 58°15′46″N 15°48′22″Ö / 58.26278°N 15.80621°Ö
- Gäddegölen (Godegårds socken, Östergötland), sjö i Motala kommun och Östergötland 58°47′37″N 15°08′32″Ö / 58.79354°N 15.14224°Ö
- Gäddegölen (Västra Ryds socken, Östergötland), sjö i Ydre kommun och Östergötland 57°43′18″N 15°09′41″Ö / 57.72154°N 15.16132°Ö
- Gäddgölen (Brunneby socken, Östergötland), sjö i Motala kommun och Östergötland 58°34′02″N 15°18′39″Ö / 58.56716°N 15.31081°Ö
- Gäddgölen (Kisa socken, Östergötland), sjö i Kinda kommun och Östergötland 58°01′14″N 15°32′42″Ö / 58.02055°N 15.54513°Ö
- Gäddgölen (Kristbergs socken, Östergötland), sjö i Motala kommun och Östergötland 58°40′23″N 15°14′07″Ö / 58.67306°N 15.23536°Ö
- Gäddgölen (Krokeks socken, Östergötland), sjö i Norrköpings kommun och Östergötland 58°42′51″N 16°16′57″Ö / 58.71411°N 16.28247°Ö
- Gäddgölen (Malexanders socken, Östergötland), sjö i Boxholms kommun och Östergötland 58°04′48″N 15°08′57″Ö / 58.08009°N 15.14910°Ö
- Gäddgölen (Simonstorps socken, Östergötland, 651510-152333), sjö i Norrköpings kommun och Östergötland 58°45′27″N 16°12′30″Ö / 58.75755°N 16.20826°Ö
- Gäddgölen (Simonstorps socken, Östergötland, 652215-152655), sjö i Norrköpings kommun och Östergötland 58°49′08″N 16°15′58″Ö / 58.81876°N 16.26608°Ö
- Gäddgölen (Svinhults socken, Östergötland), sjö i Ydre kommun och Östergötland 57°48′12″N 15°23′00″Ö / 57.80337°N 15.38338°Ö
- Gäddgölen (Tjällmo socken, Östergötland), sjö i Motala kommun och Östergötland 58°43′37″N 15°15′50″Ö / 58.72705°N 15.26400°Ö
- Gäddgölen (Västra Eneby socken, Östergötland), sjö i Kinda kommun och Östergötland 57°57′18″N 15°42′58″Ö / 57.95507°N 15.71619°Ö
- Gåsagölen, sjö i Boxholms kommun och Östergötland 58°06′29″N 15°06′41″Ö / 58.10817°N 15.11126°Ö
- Gölebogölen, sjö i Boxholms kommun och Östergötland 58°14′09″N 14°58′02″Ö / 58.23597°N 14.96713°Ö
- Gölen (Blåviks socken, Östergötland), sjö i Boxholms kommun och Östergötland 58°05′22″N 15°01′39″Ö / 58.08946°N 15.02737°Ö
- Gölen (Kisa socken, Östergötland), sjö i Kinda kommun och Östergötland 57°54′28″N 15°36′59″Ö / 57.90764°N 15.61645°Ö
- Gölen (Mjölby socken, Östergötland), sjö i Mjölby kommun och Östergötland 58°15′54″N 15°08′48″Ö / 58.26512°N 15.14653°Ö
- Gölen (Skedevi socken, Östergötland, 653025-151423), sjö i Finspångs kommun och Östergötland 58°53′38″N 16°03′07″Ö / 58.89394°N 16.05199°Ö
- Gölen (Skedevi socken, Östergötland, 653450-150050), sjö i Finspångs kommun och Östergötland 58°55′56″N 15°48′30″Ö / 58.93215°N 15.80829°Ö
- Gölen (Västra Eneby socken, Östergötland), sjö i Kinda kommun och Östergötland 57°59′03″N 15°46′02″Ö / 57.98427°N 15.76733°Ö
- Gölingstorpagölen, sjö i Boxholms kommun och Östergötland 58°05′56″N 15°18′16″Ö / 58.09893°N 15.30443°Ö
- Gölingstorpegölen, sjö i Mjölby kommun och Östergötland 58°11′16″N 15°15′10″Ö / 58.18778°N 15.25269°Ö
- Göljegölen, sjö i Motala kommun och Östergötland 58°40′29″N 15°07′57″Ö / 58.67481°N 15.13243°Ö
- Gölkullegölen, sjö i Kinda kommun och Östergötland 57°58′28″N 15°27′59″Ö / 57.97449°N 15.46637°Ö
- Gölstorpegölen, sjö i Finspångs kommun och Östergötland 58°39′38″N 15°33′09″Ö / 58.66052°N 15.55242°Ö
- Gölstorpsgölen, sjö i Finspångs kommun och Östergötland 58°51′15″N 15°59′53″Ö / 58.85409°N 15.99800°Ö
- Gölstugegölen (Horns socken, Östergötland), sjö i Kinda kommun och Östergötland 57°57′42″N 15°55′18″Ö / 57.96178°N 15.92176°Ö
- Gölstugegölen (Tidersrums socken, Östergötland), sjö i Kinda kommun och Östergötland 57°56′32″N 15°25′52″Ö / 57.94224°N 15.43105°Ö
- Gölstugugölen (Sunds socken, Östergötland), sjö i Ydre kommun och Östergötland 57°50′16″N 15°18′21″Ö / 57.83766°N 15.30571°Ö
- Gölstugugölen (Tjärstads socken, Östergötland), sjö i Kinda kommun och Östergötland 58°07′01″N 15°39′10″Ö / 58.11698°N 15.65284°Ö
- Görsgölgölen, sjö i Linköpings kommun och Östergötland 58°09′11″N 15°21′59″Ö / 58.15312°N 15.36634°Ö
- Haddåsagölen, sjö i Ödeshögs kommun och Östergötland 58°06′51″N 14°38′44″Ö / 58.11403°N 14.64561°Ö
- Haggölen (Simonstorps socken, Östergötland), sjö i Norrköpings kommun och Östergötland 58°44′40″N 16°13′46″Ö / 58.74437°N 16.22935°Ö
- Haggölen (Skedevi socken, Östergötland), sjö i Finspångs kommun och Östergötland 58°51′11″N 15°59′39″Ö / 58.85311°N 15.99419°Ö
- Hampgölen (Stjärnorps socken, Östergötland), sjö i Linköpings kommun och Östergötland 58°32′45″N 15°33′17″Ö / 58.54597°N 15.55480°Ö
- Hampgölen (Åtvids socken, Östergötland), sjö i Åtvidabergs kommun och Östergötland 58°04′31″N 16°02′33″Ö / 58.07537°N 16.04245°Ö
- Hemgölen (Kisa socken, Östergötland, 641963-149141), sjö i Kinda kommun och Östergötland 57°53′53″N 15°39′23″Ö / 57.89809°N 15.65647°Ö
- Hemgölen (Kisa socken, Östergötland, 642559-148486), sjö i Kinda kommun och Östergötland 57°57′15″N 15°32′58″Ö / 57.95430°N 15.54949°Ö
- Hemgölen (Kättilstads socken, Östergötland), sjö i Kinda kommun och Östergötland 58°05′40″N 15°59′04″Ö / 58.09450°N 15.98442°Ö
- Hemgölen (Oppeby socken, Östergötland), sjö i Kinda kommun och Östergötland 57°59′45″N 15°57′13″Ö / 57.99596°N 15.95366°Ö
- Hemgölen (Tidersrums socken, Östergötland), sjö i Kinda kommun och Östergötland 57°53′08″N 15°28′43″Ö / 57.88563°N 15.47851°Ö
- Hemgölen (Västra Eneby socken, Östergötland, 643855-148513), sjö i Kinda kommun och Östergötland 58°04′14″N 15°33′12″Ö / 58.07067°N 15.55323°Ö
- Hemgölen (Västra Eneby socken, Östergötland, 644093-148510), sjö i Kinda kommun och Östergötland 58°05′39″N 15°33′12″Ö / 58.09428°N 15.55340°Ö
- Hemgölen (Yxnerums socken, Östergötland), sjö i Åtvidabergs kommun och Östergötland 58°14′25″N 16°12′17″Ö / 58.24017°N 16.20477°Ö
- Herrgårdsgölen, sjö i Ödeshögs kommun och Östergötland 58°08′42″N 14°50′08″Ö / 58.14489°N 14.83547°Ö
- Holmsjögölen, sjö i Norrköpings kommun och Östergötland 58°41′26″N 16°01′59″Ö / 58.69055°N 16.03314°Ö
- Horvgölen, sjö i Valdemarsviks kommun och Östergötland 58°11′57″N 16°30′12″Ö / 58.19911°N 16.50327°Ö
- Huddagölen, sjö i Kinda kommun och Östergötland 57°52′22″N 15°29′54″Ö / 57.87275°N 15.49834°Ö
- Hulpagölen, sjö i Ydre kommun och Östergötland 57°52′53″N 15°25′32″Ö / 57.88126°N 15.42545°Ö
- Hultagölen (Malexanders socken, Östergötland), sjö i Boxholms kommun och Östergötland 58°03′47″N 15°15′53″Ö / 58.06312°N 15.26461°Ö
- Hultagölen (Trehörna socken, Östergötland), sjö i Ödeshögs kommun och Östergötland 58°06′50″N 14°49′03″Ö / 58.11377°N 14.81748°Ö
- Hultarödjegölen, sjö i Ydre kommun och Östergötland 57°50′52″N 15°07′27″Ö / 57.84777°N 15.12403°Ö
- Hultnagölen, sjö i Ydre kommun och Östergötland 57°49′32″N 15°22′12″Ö / 57.82569°N 15.37000°Ö
- Humlegölen (Nykils socken, Östergötland), sjö i Linköpings kommun och Östergötland 58°11′03″N 15°30′28″Ö / 58.18406°N 15.50789°Ö
- Humlegölen (Skedevi socken, Östergötland), sjö i Finspångs kommun och Östergötland 58°52′40″N 16°00′15″Ö / 58.87769°N 16.00420°Ö
- Hynngölen, sjö i Boxholms kommun och Östergötland 58°04′58″N 15°05′24″Ö / 58.08291°N 15.09006°Ö
- Hyregölen, sjö i Ydre kommun och Östergötland 57°52′03″N 15°06′03″Ö / 57.86739°N 15.10075°Ö
- Hyttegölen, sjö i Finspångs kommun och Östergötland 58°39′12″N 15°36′52″Ö / 58.65335°N 15.61431°Ö
- Hyttgölen (Godegårds socken, Östergötland), sjö i Motala kommun och Östergötland 58°47′18″N 15°10′41″Ö / 58.78824°N 15.17814°Ö
- Hyttgölen (Västra Eneby socken, Östergötland), sjö i Kinda kommun och Östergötland 57°57′01″N 15°41′22″Ö / 57.95029°N 15.68935°Ö
- Hälltorpsgölen, sjö i Kinda kommun och Östergötland 57°53′49″N 15°32′26″Ö / 57.89682°N 15.54046°Ö
- Härsättersgölen, sjö i Valdemarsviks kommun och Östergötland 58°19′18″N 16°19′29″Ö / 58.32171°N 16.32480°Ö
- Hålegölen, sjö i Ödeshögs kommun och Östergötland 58°06′33″N 14°50′45″Ö / 58.10923°N 14.84577°Ö
- Hålsköpegölen, sjö i Finspångs kommun och Östergötland 58°44′45″N 15°30′52″Ö / 58.74581°N 15.51449°Ö
- Idgölen, sjö i Norrköpings kommun och Östergötland 58°44′58″N 16°04′14″Ö / 58.74946°N 16.07049°Ö
- Igelgölen (Malexanders socken, Östergötland), sjö i Boxholms kommun och Östergötland 58°07′03″N 15°16′00″Ö / 58.11745°N 15.26667°Ö
- Igelgölen (Skedevi socken, Östergötland), sjö i Finspångs kommun och Östergötland 58°53′10″N 15°51′05″Ö / 58.88618°N 15.85130°Ö
- Igelgölen (Stjärnorps socken, Östergötland), sjö i Linköpings kommun och Östergötland 58°34′58″N 15°36′47″Ö / 58.58279°N 15.61315°Ö
- Jonsbogölen, sjö i Kinda kommun och Östergötland 57°59′19″N 15°59′00″Ö / 57.98865°N 15.98321°Ö
- Kabbgölen, sjö i Finspångs kommun och Östergötland 58°51′38″N 15°51′07″Ö / 58.86042°N 15.85196°Ö
- Kammargölen, sjö i Ydre kommun och Östergötland 57°52′13″N 15°03′03″Ö / 57.87016°N 15.05082°Ö
- Karlsholmsgölen, sjö i Kinda kommun och Östergötland 58°01′49″N 15°33′43″Ö / 58.03028°N 15.56181°Ö
- Kattfallsgölen, sjö i Motala kommun och Östergötland 58°39′58″N 14°58′25″Ö / 58.66598°N 14.97354°Ö
- Klasgölen, sjö i Norrköpings kommun och Östergötland 58°43′32″N 16°03′33″Ö / 58.72552°N 16.05909°Ö
- Klevgölen, sjö i Motala kommun och Östergötland 58°45′27″N 15°10′28″Ö / 58.75752°N 15.17454°Ö
- Kolbottnegölen, sjö i Linköpings kommun och Östergötland 58°15′59″N 15°48′52″Ö / 58.26646°N 15.81439°Ö
- Kolsjögölen, sjö i Ödeshögs kommun och Östergötland 58°14′42″N 14°50′32″Ö / 58.24505°N 14.84227°Ö
- Kongsgölen, sjö i Kinda kommun och Östergötland 57°52′17″N 15°37′08″Ö / 57.87128°N 15.61900°Ö
- Kravlagölen, sjö i Ödeshögs kommun och Östergötland 58°07′19″N 14°47′08″Ö / 58.12196°N 14.78552°Ö
- Krigsgölen, sjö i Ödeshögs kommun och Östergötland 58°05′12″N 14°48′00″Ö / 58.08670°N 14.79992°Ö
- Krogsfallsgölen, sjö i Kinda kommun och Östergötland 58°02′41″N 15°36′21″Ö / 58.04464°N 15.60591°Ö
- Krokgölen (Godegårds socken, Östergötland, 651855-146252), sjö i Motala kommun och Östergötland 58°47′15″N 15°09′25″Ö / 58.78751°N 15.15705°Ö
- Krokgölen (Godegårds socken, Östergötland, 652000-147171), sjö i Motala kommun och Östergötland 58°48′04″N 15°18′57″Ö / 58.80123°N 15.31578°Ö
- Krokgölen (Kvillinge socken, Östergötland), sjö i Norrköpings kommun och Östergötland 58°42′11″N 16°05′15″Ö / 58.70292°N 16.08756°Ö
- Krokgölen (Malexanders socken, Östergötland), sjö i Boxholms kommun och Östergötland 58°04′28″N 15°09′00″Ö / 58.07444°N 15.15005°Ö
- Krokgölen (Simonstorps socken, Östergötland), sjö i Norrköpings kommun och Östergötland 58°44′01″N 16°12′23″Ö / 58.73350°N 16.20648°Ö
- Krokgölen (Tjällmo socken, Östergötland), sjö i Motala kommun och Östergötland 58°43′24″N 15°15′23″Ö / 58.72342°N 15.25629°Ö
- Krokgölen (Ulrika socken, Östergötland), sjö i Linköpings kommun och Östergötland 58°06′31″N 15°26′57″Ö / 58.10849°N 15.44915°Ö
- Krutstampagölen, sjö i Ydre kommun och Östergötland 57°51′37″N 15°06′53″Ö / 57.86029°N 15.11470°Ö
- Krygölen, sjö i Norrköpings kommun och Östergötland 58°42′49″N 16°17′58″Ö / 58.71360°N 16.29938°Ö
- Kullagölen, sjö i Ydre kommun och Östergötland 57°52′00″N 15°26′56″Ö / 57.86661°N 15.44886°Ö
- Kuttgölen, sjö i Kinda kommun och Östergötland 57°53′15″N 15°42′14″Ö / 57.88745°N 15.70388°Ö
- Kvarngölen (Ekeby socken, Östergötland), sjö i Boxholms kommun och Östergötland 58°11′32″N 14°59′23″Ö / 58.19212°N 14.98976°Ö
- Kvarngölen (Horns socken, Östergötland), sjö i Kinda kommun och Östergötland 57°52′20″N 15°53′33″Ö / 57.87229°N 15.89249°Ö
- Kvarngölen (Kisa socken, Östergötland, 641787-148820), sjö i Kinda kommun och Östergötland 57°53′06″N 15°36′23″Ö / 57.88509°N 15.60629°Ö
- Kvarngölen (Kisa socken, Östergötland, 643409-148373), sjö i Kinda kommun och Östergötland 58°01′50″N 15°31′47″Ö / 58.03058°N 15.52982°Ö
- Kvarngölen (Malexanders socken, Östergötland, 644011-146943), sjö i Boxholms kommun och Östergötland 58°05′02″N 15°17′13″Ö / 58.08387°N 15.28701°Ö
- Kvarngölen (Malexanders socken, Östergötland, 644329-146756), sjö i Boxholms kommun och Östergötland 58°06′44″N 15°15′18″Ö / 58.11228°N 15.25487°Ö
- Kvarngölen (Norra Vi socken, Östergötland), sjö i Ydre kommun och Östergötland 57°51′20″N 15°31′12″Ö / 57.85565°N 15.52004°Ö
- Kvarngölen (Risinge socken, Östergötland), sjö i Finspångs kommun och Östergötland 58°44′33″N 15°46′33″Ö / 58.74255°N 15.77582°Ö
- Kvarngölen (Svinhults socken, Östergötland), sjö i Ydre kommun och Östergötland 57°42′38″N 15°16′53″Ö / 57.71069°N 15.28146°Ö
- Kvarngölen (Tjärstads socken, Östergötland), sjö i Kinda kommun och Östergötland 58°06′01″N 15°34′39″Ö / 58.10016°N 15.57761°Ö
- Kvarngölen (Västra Eneby socken, Östergötland), sjö i Kinda kommun och Östergötland 58°05′44″N 15°32′34″Ö / 58.09561°N 15.54288°Ö
- Kvarnsgölen, sjö i Motala kommun och Östergötland 58°37′57″N 15°17′14″Ö / 58.63243°N 15.28733°Ö
- Kvarntorpsgölen, sjö i Åtvidabergs kommun och Östergötland 58°17′31″N 16°05′54″Ö / 58.29181°N 16.09845°Ö
- Kycklingegölen, sjö i Motala kommun och Östergötland 58°49′01″N 15°08′35″Ö / 58.81698°N 15.14318°Ö
- Källargölen, sjö i Norrköpings kommun och Östergötland 58°36′09″N 15°39′11″Ö / 58.60259°N 15.65295°Ö
- Källtorpegölen, sjö i Åtvidabergs kommun och Östergötland 58°14′04″N 15°53′57″Ö / 58.23447°N 15.89915°Ö
- Käringegölen, sjö i Linköpings kommun och Östergötland 58°36′28″N 15°28′07″Ö / 58.60790°N 15.46851°Ö
- Käringgölen, sjö i Ydre kommun och Östergötland 57°49′26″N 15°18′30″Ö / 57.82384°N 15.30843°Ö
- Kålhagsgölen, sjö i Finspångs kommun och Östergötland 58°39′31″N 15°30′39″Ö / 58.65863°N 15.51074°Ö
- Kålstorpsgölen, sjö i Kinda kommun och Östergötland 57°53′44″N 15°31′56″Ö / 57.89563°N 15.53221°Ö
- Kåtebogölen, sjö i Linköpings kommun och Östergötland 58°12′01″N 15°42′39″Ö / 58.20026°N 15.71081°Ö
- Laxbergsgölen, sjö i Motala kommun och Östergötland 58°38′52″N 15°09′52″Ö / 58.64777°N 15.16447°Ö
- Lilla Bengölen, sjö i Norrköpings kommun och Östergötland 58°40′23″N 16°05′57″Ö / 58.67309°N 16.09904°Ö
- Lilla Billingsgölen, sjö i Kinda kommun och Östergötland 57°57′15″N 15°36′12″Ö / 57.95404°N 15.60337°Ö
- Lilla Björngölen, sjö i Kinda kommun och Östergötland 58°00′41″N 15°34′26″Ö / 58.01145°N 15.57378°Ö
- Lilla Blankgölen, sjö i Norrköpings kommun och Östergötland 58°40′51″N 16°02′05″Ö / 58.68094°N 16.03481°Ö
- Lilla Bosagölen, sjö i Boxholms kommun och Östergötland 58°03′09″N 15°15′40″Ö / 58.05261°N 15.26121°Ö
- Lilla Bygölen, sjö i Motala kommun och Östergötland 58°47′01″N 15°19′33″Ö / 58.78358°N 15.32571°Ö
- Lilla Grundgölen, sjö i Norrköpings kommun och Östergötland 58°46′57″N 16°17′46″Ö / 58.78238°N 16.29603°Ö
- Lilla Jordgölen, sjö i Boxholms kommun och Östergötland 58°03′45″N 15°06′19″Ö / 58.06262°N 15.10537°Ö
- Lilla Klevsgölen, sjö i Kinda kommun och Östergötland 57°52′41″N 15°42′29″Ö / 57.87794°N 15.70796°Ö
- Lilla Krokgölen, sjö i Norrköpings kommun och Östergötland 58°45′31″N 16°18′47″Ö / 58.75870°N 16.31298°Ö
- Lilla Kullgölen, sjö i Kinda kommun och Östergötland 58°07′52″N 15°36′01″Ö / 58.13100°N 15.60033°Ö
- Lilla Margölen, sjö i Norrköpings kommun och Östergötland 58°46′24″N 16°15′28″Ö / 58.77345°N 16.25788°Ö
- Lilla Simsgölen, sjö i Norrköpings kommun och Östergötland 58°46′36″N 16°15′59″Ö / 58.77674°N 16.26639°Ö
- Lilla Svartgölen, sjö i Finspångs kommun och Östergötland 58°52′01″N 16°04′45″Ö / 58.86705°N 16.07919°Ö
- Lilla Sårsjögölen, sjö i Ydre kommun och Östergötland 57°51′02″N 15°05′57″Ö / 57.85050°N 15.09906°Ö
- Lilla Ålgölen, sjö i Norrköpings kommun och Östergötland 58°42′14″N 16°01′37″Ö / 58.70394°N 16.02685°Ö
- Lillegölen, sjö i Ydre kommun och Östergötland 57°44′08″N 15°09′18″Ö / 57.73569°N 15.15502°Ö
- Lillgölen (Stjärnorps socken, Östergötland), sjö i Linköpings kommun och Östergötland 58°34′39″N 15°31′14″Ö / 58.57759°N 15.52054°Ö
- Lillgölen (Ulrika socken, Östergötland), sjö i Linköpings kommun och Östergötland 58°05′03″N 15°23′24″Ö / 58.08425°N 15.38990°Ö
- Lillängsgölen, sjö i Ydre kommun och Östergötland 57°45′32″N 15°08′15″Ö / 57.75877°N 15.13747°Ö
- Linddalsgölen, sjö i Finspångs kommun och Östergötland 58°38′53″N 15°36′01″Ö / 58.64803°N 15.60022°Ö
- Lindgölen, sjö i Boxholms kommun och Östergötland 58°04′01″N 15°22′38″Ö / 58.06688°N 15.37722°Ö
- Lindholmsgölen, sjö i Kinda kommun och Östergötland 58°10′09″N 15°45′43″Ö / 58.16913°N 15.76203°Ö
- Lindsgölen, sjö i Mjölby kommun och Östergötland 58°09′10″N 15°18′17″Ö / 58.15289°N 15.30469°Ö
- Linnemålagölen, sjö i Ydre kommun och Östergötland 57°51′40″N 15°08′06″Ö / 57.86120°N 15.13490°Ö
- Ljusgölen (Kisa socken, Östergötland), sjö i Kinda kommun och Östergötland 58°02′27″N 15°27′20″Ö / 58.04090°N 15.45558°Ö
- Ljusgölen (Ulrika socken, Östergötland, 644167-147716), sjö i Linköpings kommun och Östergötland 58°05′54″N 15°25′04″Ö / 58.09834°N 15.41788°Ö
- Ljusgölen (Ulrika socken, Östergötland, 644320-147940), sjö i Linköpings kommun och Östergötland 58°06′44″N 15°27′21″Ö / 58.11219°N 15.45573°Ö
- Ljusgölen (Ulrika socken, Östergötland, 644805-147752), sjö i Linköpings kommun och Östergötland 58°09′20″N 15°25′24″Ö / 58.15564°N 15.42337°Ö
- Ljussjögölen, sjö i Finspångs kommun och Östergötland 58°38′41″N 15°36′48″Ö / 58.64464°N 15.61333°Ö
- Lobergsgölen, sjö i Ydre kommun och Östergötland 57°53′08″N 15°26′49″Ö / 57.88555°N 15.44682°Ö
- Lomgölen (Godegårds socken, Östergötland, 651648-146344), sjö i Motala kommun och Östergötland 58°46′08″N 15°10′24″Ö / 58.76901°N 15.17330°Ö
- Lomgölen (Godegårds socken, Östergötland, 652022-147166), sjö i Motala kommun och Östergötland 58°48′12″N 15°18′54″Ö / 58.80320°N 15.31489°Ö
- Lomgölen (Horns socken, Östergötland), sjö i Kinda kommun och Östergötland 57°52′20″N 15°41′24″Ö / 57.87217°N 15.69011°Ö
- Lomgölen (Hällestads socken, Östergötland), sjö i Finspångs kommun och Östergötland 58°38′50″N 15°31′35″Ö / 58.64727°N 15.52634°Ö
- Lomgölen (Kisa socken, Östergötland), sjö i Kinda kommun och Östergötland 58°04′14″N 15°27′57″Ö / 58.07064°N 15.46580°Ö
- Lomgölen (Kvillinge socken, Östergötland, 650518-151429), sjö i Norrköpings kommun och Östergötland 58°40′08″N 16°03′05″Ö / 58.66888°N 16.05144°Ö
- Lomgölen (Kvillinge socken, Östergötland, 650686-152339), sjö i Norrköpings kommun och Östergötland 58°41′01″N 16°12′30″Ö / 58.68357°N 16.20844°Ö
- Lomgölen (Yxnerums socken, Östergötland), sjö i Åtvidabergs kommun och Östergötland 58°17′14″N 16°17′12″Ö / 58.28711°N 16.28679°Ö
- Lomshultagölen, sjö i Boxholms kommun och Östergötland 57°58′24″N 15°20′49″Ö / 57.97330°N 15.34691°Ö
- Lumpgölen, sjö i Linköpings kommun och Östergötland 58°14′02″N 15°36′25″Ö / 58.23399°N 15.60705°Ö
- Långanäsagölen, sjö i Ydre kommun och Östergötland 57°58′09″N 15°14′32″Ö / 57.96911°N 15.24221°Ö
- Långdalsgölen, sjö i Åtvidabergs kommun och Östergötland 58°18′55″N 16°04′50″Ö / 58.31528°N 16.08056°Ö
- Långgölen (Asby socken, Östergötland), sjö i Ydre kommun och Östergötland 57°51′59″N 15°07′29″Ö / 57.86627°N 15.12470°Ö
- Långgölen (Godegårds socken, Östergötland), sjö i Motala kommun och Östergötland 58°47′18″N 15°09′50″Ö / 58.78826°N 15.16378°Ö
- Långgölen (Kristbergs socken, Östergötland), sjö i Motala kommun och Östergötland 58°36′20″N 15°10′08″Ö / 58.60559°N 15.16886°Ö
- Långgölen (Kvillinge socken, Östergötland, 650555-151753), sjö i Norrköpings kommun och Östergötland 58°40′20″N 16°06′26″Ö / 58.67209°N 16.10731°Ö
- Långgölen (Kvillinge socken, Östergötland, 650830-151461), sjö i Norrköpings kommun och Östergötland 58°41′49″N 16°03′26″Ö / 58.69688°N 16.05716°Ö
- Långgölen (Norrköpings socken, Östergötland), sjö i Norrköpings kommun och Östergötland 58°42′05″N 16°01′38″Ö / 58.70134°N 16.02735°Ö
- Långgölen (Simonstorps socken, Östergötland, 651090-152494), sjö i Norrköpings kommun och Östergötland 58°43′11″N 16°14′08″Ö / 58.71975°N 16.23561°Ö
- Långgölen (Simonstorps socken, Östergötland, 651154-152244), sjö i Norrköpings kommun och Östergötland 58°43′36″N 16°11′17″Ö / 58.72655°N 16.18805°Ö
- Långgölen (Stjärnorps socken, Östergötland), sjö i Linköpings kommun och Östergötland 58°34′48″N 15°31′32″Ö / 58.57993°N 15.52567°Ö
- Långgölen (Svinhults socken, Östergötland, 640368-147904), sjö i Ydre kommun och Östergötland 57°45′26″N 15°27′11″Ö / 57.75735°N 15.45313°Ö
- Långgölen (Svinhults socken, Östergötland, 641108-147756), sjö i Ydre kommun och Östergötland 57°49′25″N 15°25′39″Ö / 57.82372°N 15.42757°Ö
- Långgölen (Tidersrums socken, Östergötland, 641328-148778), sjö i Kinda kommun och Östergötland 57°50′38″N 15°35′58″Ö / 57.84387°N 15.59944°Ö
- Långgölen (Tidersrums socken, Östergötland, 641726-148043), sjö i Kinda kommun och Östergötland 57°52′46″N 15°28′31″Ö / 57.87934°N 15.47536°Ö
- Långgölen (Tjällmo socken, Östergötland), sjö i Motala kommun och Östergötland 58°48′34″N 15°20′29″Ö / 58.80958°N 15.34144°Ö
- Lönndalsgölen, sjö i Linköpings kommun och Östergötland 58°08′55″N 15°30′46″Ö / 58.14851°N 15.51277°Ö
- Lövgölen, sjö i Norrköpings kommun och Östergötland 58°46′52″N 16°14′39″Ö / 58.78104°N 16.24414°Ö
- Maggegölen, sjö i Ydre kommun och Östergötland 57°46′31″N 15°33′04″Ö / 57.77536°N 15.55110°Ö
- Malmgölen, sjö i Linköpings kommun och Östergötland 58°06′00″N 15°23′30″Ö / 58.09996°N 15.39175°Ö
- Mansgölen, sjö i Kinda kommun och Östergötland 58°03′23″N 15°29′23″Ö / 58.05652°N 15.48965°Ö
- Medgölen, sjö i Kinda kommun och Östergötland 57°56′16″N 15°43′20″Ö / 57.93783°N 15.72214°Ö
- Mellangölen (Hällestads socken, Östergötland), sjö i Finspångs kommun och Östergötland 58°39′13″N 15°30′46″Ö / 58.65361°N 15.51285°Ö
- Mellangölen (Kättilstads socken, Östergötland), sjö i Kinda kommun och Östergötland 58°03′52″N 15°58′13″Ö / 58.06444°N 15.97037°Ö
- Mellangölen (Stora Åby socken, Östergötland), sjö i Ödeshögs kommun och Östergötland 58°06′00″N 14°43′21″Ö / 58.09998°N 14.72255°Ö
- Mellgölen (Norra Vi socken, Östergötland, 641067-148245), sjö i Ydre kommun och Östergötland 57°49′13″N 15°30′36″Ö / 57.82025°N 15.50989°Ö
- Mellgölen (Norra Vi socken, Östergötland, 641590-147826), sjö i Ydre kommun och Östergötland 57°52′01″N 15°26′20″Ö / 57.86703°N 15.43891°Ö
- Melskogsgölen, sjö i Linköpings kommun och Östergötland 58°11′49″N 15°42′51″Ö / 58.19703°N 15.71422°Ö
- Modergölen, sjö i Norrköpings kommun och Östergötland 58°40′40″N 16°09′48″Ö / 58.67787°N 16.16338°Ö
- Mossarpegölen, sjö i Åtvidabergs kommun och Östergötland 58°17′25″N 16°13′42″Ö / 58.29028°N 16.22835°Ö
- Mossbrogölen (Risinge socken, Östergötland), sjö i Finspångs kommun och Östergötland 58°48′29″N 15°45′56″Ö / 58.80808°N 15.76555°Ö
- Mossbrogölen (Simonstorps socken, Östergötland, 651412-152355), sjö i Norrköpings kommun och Östergötland 58°44′55″N 16°12′43″Ö / 58.74874°N 16.21195°Ö
- Mossbrogölen (Simonstorps socken, Östergötland, 651687-152685), sjö i Norrköpings kommun och Östergötland 58°46′24″N 16°16′09″Ö / 58.77323°N 16.26928°Ö
- Mossgölen (Godegårds socken, Östergötland), sjö i Motala kommun och Östergötland 58°47′11″N 15°12′42″Ö / 58.78652°N 15.21154°Ö
- Mossgölen (Simonstorps socken, Östergötland), sjö i Norrköpings kommun och Östergötland 58°45′34″N 16°16′01″Ö / 58.75942°N 16.26685°Ö
- Mossgölen (Stjärnorps socken, Östergötland), sjö i Linköpings kommun och Östergötland 58°34′44″N 15°39′43″Ö / 58.57899°N 15.66199°Ö
- Mossgölen (Åtvids socken, Östergötland), sjö i Åtvidabergs kommun och Östergötland 58°07′38″N 16°04′36″Ö / 58.12720°N 16.07656°Ö
- Mostugegölen, sjö i Kinda kommun och Östergötland 57°57′56″N 15°59′20″Ö / 57.96547°N 15.98901°Ö
- Muggebogölen, sjö i Kinda kommun och Östergötland 57°55′52″N 15°43′03″Ö / 57.93119°N 15.71743°Ö
- Märragölen, sjö i Boxholms kommun och Östergötland 58°06′09″N 15°11′11″Ö / 58.10245°N 15.18634°Ö
- Mögölen (Blåviks socken, Östergötland), sjö i Boxholms kommun och Östergötland 58°04′20″N 15°05′59″Ö / 58.07210°N 15.09976°Ö
- Mögölen (Kättilstads socken, Östergötland, 644111-151223), sjö i Kinda kommun och Östergötland 58°05′37″N 16°00′45″Ö / 58.09374°N 16.01256°Ö
- Mögölen (Kättilstads socken, Östergötland, 644578-150453), sjö i Kinda kommun och Östergötland 58°08′09″N 15°52′56″Ö / 58.13581°N 15.88209°Ö
- Mögölen (Ulrika socken, Östergötland), sjö i Linköpings kommun och Östergötland 58°05′33″N 15°27′04″Ö / 58.09251°N 15.45101°Ö
- Mörtgölen (Ekeby socken, Östergötland), sjö i Boxholms kommun och Östergötland 58°08′38″N 14°57′13″Ö / 58.14376°N 14.95351°Ö
- Mörtgölen (Kättilstads socken, Östergötland, 644074-151006), sjö i Kinda kommun och Östergötland 58°05′32″N 15°58′26″Ö / 58.09227°N 15.97389°Ö
- Mörtgölen (Kättilstads socken, Östergötland, 645010-150156), sjö i Kinda kommun och Östergötland 58°10′29″N 15°49′54″Ö / 58.17462°N 15.83170°Ö
- Mörtgölen (Malexanders socken, Östergötland), sjö i Boxholms kommun och Östergötland 58°04′24″N 15°09′22″Ö / 58.07339°N 15.15600°Ö
- Mörtgölen (Västra Eneby socken, Östergötland), sjö i Kinda kommun och Östergötland 58°05′28″N 15°37′56″Ö / 58.09118°N 15.63209°Ö
- Mösjögölen, sjö i Finspångs kommun och Östergötland 58°50′17″N 15°54′30″Ö / 58.83803°N 15.90821°Ö
- Nedre Herrgölen, sjö i Norrköpings kommun och Östergötland 58°42′11″N 16°10′11″Ö / 58.70317°N 16.16968°Ö
- Nickebogöl, sjö i Kinda kommun och Östergötland 57°50′28″N 15°51′41″Ö / 57.84115°N 15.86144°Ö
- Norgegölen, sjö i Motala kommun och Östergötland 58°35′56″N 15°10′34″Ö / 58.59881°N 15.17620°Ö
- Norgölen, sjö i Åtvidabergs kommun och Östergötland 58°17′12″N 16°14′42″Ö / 58.28663°N 16.24501°Ö
- Norra Flåtgölen, sjö i Norrköpings kommun och Östergötland 58°42′34″N 16°06′29″Ö / 58.70952°N 16.10798°Ö
- Norra Sarvgölen, sjö i Norrköpings kommun och Östergötland 58°44′27″N 16°08′25″Ö / 58.74095°N 16.14037°Ö
- Norra Yxgölen, sjö i Linköpings kommun och Östergötland 58°06′58″N 15°17′20″Ö / 58.11620°N 15.28875°Ö
- Norrgölen (Oppeby socken, Östergötland), sjö i Kinda kommun och Östergötland 57°59′19″N 16°00′31″Ö / 57.98870°N 16.00874°Ö
- Norrgölen (Ulrika socken, Östergötland, 644004-148096), sjö i Linköpings kommun och Östergötland 58°05′02″N 15°28′57″Ö / 58.08389°N 15.48245°Ö
- Norrgölen (Ulrika socken, Östergötland, 644177-147432), sjö i Linköpings kommun och Östergötland 58°05′57″N 15°22′11″Ö / 58.09908°N 15.36971°Ö
- Norrhultsgölen, sjö i Kinda kommun och Östergötland 57°53′24″N 15°34′45″Ö / 57.88998°N 15.57912°Ö
- Nyarpsgölen, sjö i Ödeshögs kommun och Östergötland 58°09′37″N 14°52′48″Ö / 58.16021°N 14.88007°Ö
- Nybbyggsgölen, sjö i Ydre kommun och Östergötland 57°50′15″N 15°29′39″Ö / 57.83763°N 15.49409°Ö
- Nycklagölen, sjö i Ydre kommun och Östergötland 57°49′28″N 15°24′13″Ö / 57.82445°N 15.40367°Ö
- Nyhemsgölen, sjö i Ydre kommun och Östergötland 58°00′08″N 15°10′03″Ö / 58.00225°N 15.16761°Ö
- Nysättersgölen, sjö i Linköpings kommun och Östergötland 58°18′38″N 15°46′44″Ö / 58.31054°N 15.77892°Ö
- Näsagölen, sjö i Boxholms kommun och Östergötland 58°05′29″N 15°09′22″Ö / 58.09144°N 15.15618°Ö
- Näsegölen, sjö i Finspångs kommun och Östergötland 58°43′14″N 15°50′50″Ö / 58.72055°N 15.84711°Ö
- Nästesbogölen, sjö i Kinda kommun och Östergötland 57°55′41″N 15°31′59″Ö / 57.92796°N 15.53314°Ö
- Nästgölen, sjö i Norrköpings kommun och Östergötland 58°48′12″N 16°13′11″Ö / 58.80338°N 16.21969°Ö
- Nötebogölen, sjö i Åtvidabergs kommun och Östergötland 58°19′08″N 16°03′23″Ö / 58.31892°N 16.05635°Ö
- Odensgölen, sjö i Åtvidabergs kommun och Östergötland 58°18′56″N 16°09′02″Ö / 58.31556°N 16.15068°Ö
- Odrygsgölen, sjö i Kinda kommun och Östergötland 58°00′33″N 15°55′05″Ö / 58.00919°N 15.91819°Ö
- Ormgölen, sjö i Kinda kommun och Östergötland 57°57′37″N 15°59′10″Ö / 57.96027°N 15.98611°Ö
- Oskyttegölen, sjö i Finspångs kommun och Östergötland 58°40′16″N 15°32′57″Ö / 58.67110°N 15.54907°Ö
- Ottesättersgölen, sjö i Söderköpings kommun och Östergötland 58°21′05″N 16°10′09″Ö / 58.35133°N 16.16913°Ö
- Oxgölen (Hällestads socken, Östergötland), sjö i Finspångs kommun och Östergötland 58°46′02″N 15°41′58″Ö / 58.76720°N 15.69941°Ö
- Oxgölen (Risinge socken, Östergötland), sjö i Finspångs kommun och Östergötland 58°44′43″N 15°44′44″Ö / 58.74514°N 15.74542°Ö
- Perstorpagölen (Sunds socken, Östergötland), sjö i Ydre kommun och Östergötland 57°52′07″N 15°13′07″Ö / 57.86853°N 15.21867°Ö
- Perstorpsgölen (Tidersrums socken, Östergötland), sjö i Kinda kommun och Östergötland 57°53′15″N 15°34′45″Ö / 57.88738°N 15.57913°Ö
- Porsgölen (Godegårds socken, Östergötland), sjö i Motala kommun och Östergötland 58°46′34″N 15°13′31″Ö / 58.77617°N 15.22520°Ö
- Porsgölen (Simonstorps socken, Östergötland, 651421-152657), sjö i Norrköpings kommun och Östergötland 58°44′58″N 16°15′51″Ö / 58.74937°N 16.26413°Ö
- Porsgölen (Simonstorps socken, Östergötland, 651989-152375), sjö i Norrköpings kommun och Östergötland 58°48′02″N 16°12′58″Ö / 58.80052°N 16.21602°Ö
- Porsgölen (Svinhults socken, Östergötland), sjö i Ydre kommun och Östergötland 57°46′29″N 15°24′44″Ö / 57.77464°N 15.41212°Ö
- Porsgölen (Västra Eneby socken, Östergötland), sjö i Kinda kommun och Östergötland 58°05′39″N 15°36′45″Ö / 58.09412°N 15.61258°Ö
- Prästegölen, sjö i Motala kommun och Östergötland 58°36′18″N 14°59′37″Ö / 58.60496°N 14.99374°Ö
- Prästgölen, sjö i Kinda kommun och Östergötland 57°51′48″N 15°35′59″Ö / 57.86335°N 15.59984°Ö
- Pukagölen, sjö i Ydre kommun och Östergötland 57°59′31″N 15°10′05″Ö / 57.99193°N 15.16813°Ö
- Pukgölen, sjö i Kinda kommun och Östergötland 58°09′42″N 15°34′18″Ö / 58.16156°N 15.57178°Ö
- Pätorpsgölen, sjö i Linköpings kommun och Östergötland 58°05′54″N 15°27′56″Ö / 58.09839°N 15.46553°Ö
- Rotgölen, sjö i Linköpings kommun och Östergötland 58°06′09″N 15°22′25″Ö / 58.10260°N 15.37357°Ö
- Rudgölen (Hällestads socken, Östergötland), sjö i Finspångs kommun och Östergötland 58°48′07″N 15°29′16″Ö / 58.80204°N 15.48790°Ö
- Rudgölen (Kisa socken, Östergötland), sjö i Kinda kommun och Östergötland 57°52′01″N 15°40′17″Ö / 57.86686°N 15.67142°Ö
- Rudgölen (Kättilstads socken, Östergötland), sjö i Kinda kommun och Östergötland 58°02′40″N 15°55′53″Ö / 58.04455°N 15.93134°Ö
- Ruggölen, sjö i Linköpings kommun och Östergötland 58°36′00″N 15°35′38″Ö / 58.59999°N 15.59380°Ö
- Ryckgölen, sjö i Kinda kommun och Östergötland 57°57′02″N 15°33′18″Ö / 57.95054°N 15.55492°Ö
- Råsättersgölen, sjö i Kinda kommun och Östergötland 58°08′57″N 15°42′41″Ö / 58.14918°N 15.71128°Ö
- Rödgölen (Simonstorps socken, Östergötland, 651197-152372), sjö i Norrköpings kommun och Östergötland 58°43′46″N 16°12′53″Ö / 58.72943°N 16.21466°Ö
- Rödgölen (Simonstorps socken, Östergötland, 651297-151496), sjö i Norrköpings kommun och Östergötland 58°44′34″N 16°04′06″Ö / 58.74273°N 16.06820°Ö
- Rödgölen (Simonstorps socken, Östergötland, 652232-152124), sjö i Norrköpings kommun och Östergötland 58°49′21″N 16°10′22″Ö / 58.82247°N 16.17283°Ö
- Rödgölen (Tjärstads socken, Östergötland), sjö i Kinda kommun och Östergötland 58°06′58″N 15°33′30″Ö / 58.11602°N 15.55834°Ö
- Rögrundsgölen, sjö i Åtvidabergs kommun och Östergötland 58°08′41″N 15°57′29″Ö / 58.14481°N 15.95801°Ö
- Rörstorpegölen, sjö i Linköpings kommun och Östergötland 58°34′04″N 15°31′32″Ö / 58.56772°N 15.52560°Ö
- Rötbastegölen, sjö i Finspångs kommun och Östergötland 58°49′43″N 16°08′26″Ö / 58.82857°N 16.14052°Ö
- Salvarpagölen, sjö i Linköpings kommun och Östergötland 58°04′53″N 15°27′13″Ö / 58.08148°N 15.45366°Ö
- Sandgölen (Svinhults socken, Östergötland), sjö i Ydre kommun och Östergötland 57°46′02″N 15°25′21″Ö / 57.76731°N 15.42245°Ö
- Sandgölen (Tidersrums socken, Östergötland), sjö i Kinda kommun och Östergötland 57°53′07″N 15°31′33″Ö / 57.88539°N 15.52571°Ö
- Sandgölen (Tjärstads socken, Östergötland), sjö i Kinda kommun och Östergötland 58°06′53″N 15°37′17″Ö / 58.11469°N 15.62129°Ö
- Sandkullagölen, sjö i Ödeshögs kommun och Östergötland 58°11′00″N 14°50′29″Ö / 58.18336°N 14.84139°Ö
- Sarvgölen (Kvillinge socken, Östergötland), sjö i Norrköpings kommun och Östergötland 58°42′26″N 16°12′34″Ö / 58.70718°N 16.20940°Ö
- Sarvgölen (Risinge socken, Östergötland), sjö i Finspångs kommun och Östergötland 58°47′05″N 15°56′32″Ö / 58.78476°N 15.94212°Ö
- Sarvgölen (Simonstorps socken, Östergötland), sjö i Norrköpings kommun och Östergötland 58°49′34″N 16°09′54″Ö / 58.82617°N 16.16508°Ö
- Sarvgölen (Östra Ryds socken, Östergötland), sjö i Söderköpings kommun och Östergötland 58°20′19″N 16°16′26″Ö / 58.33869°N 16.27400°Ö
- Simlagölen, sjö i Ydre kommun och Östergötland 57°44′41″N 15°13′55″Ö / 57.74486°N 15.23193°Ö
- Sinnargölen, sjö i Norrköpings kommun och Östergötland 58°45′10″N 16°13′16″Ö / 58.75284°N 16.22099°Ö
- Skillingsmålagölen, sjö i Ydre kommun och Östergötland 57°53′33″N 15°06′46″Ö / 57.89251°N 15.11273°Ö
- Skirlångsgölen, sjö i Kinda kommun och Östergötland 57°49′10″N 15°32′13″Ö / 57.81951°N 15.53682°Ö
- Skivergölen, sjö i Kinda kommun och Östergötland 57°56′35″N 15°43′26″Ö / 57.94304°N 15.72399°Ö
- Skogstorpagölen, sjö i Finspångs kommun och Östergötland 58°52′11″N 15°50′45″Ö / 58.86966°N 15.84573°Ö
- Skottnagölen, sjö i Ydre kommun och Östergötland 57°50′34″N 15°17′25″Ö / 57.84281°N 15.29032°Ö
- Skräppgölen, sjö i Linköpings kommun och Östergötland 58°08′01″N 15°25′02″Ö / 58.13362°N 15.41733°Ö
- Skytthemsgölen, sjö i Boxholms kommun och Östergötland 58°12′39″N 15°06′24″Ö / 58.21077°N 15.10654°Ö
- Skäggölen, sjö i Linköpings kommun och Östergötland 58°37′01″N 15°34′43″Ö / 58.61685°N 15.57872°Ö
- Skärgölen (Blåviks socken, Östergötland), sjö i Boxholms kommun och Östergötland 58°07′36″N 15°08′08″Ö / 58.12662°N 15.13568°Ö
- Skärgölen (Godegårds socken, Östergötland), sjö i Motala kommun och Östergötland 58°41′44″N 15°04′00″Ö / 58.69545°N 15.06667°Ö
- Skärgölen (Krokeks socken, Östergötland), sjö i Norrköpings kommun och Östergötland 58°43′10″N 16°18′38″Ö / 58.71957°N 16.31068°Ö
- Skärgölen (Kvillinge socken, Östergötland, 650986-152463), sjö i Norrköpings kommun och Östergötland 58°42′41″N 16°13′52″Ö / 58.71151°N 16.23119°Ö
- Skärgölen (Kvillinge socken, Östergötland, 651124-151869), sjö i Norrköpings kommun och Östergötland 58°43′17″N 16°07′49″Ö / 58.72141°N 16.13034°Ö
- Skärgölen (Malexanders socken, Östergötland), sjö i Boxholms kommun och Östergötland 58°05′13″N 15°18′11″Ö / 58.08681°N 15.30307°Ö
- Skärgölen (Simonstorps socken, Östergötland, 651172-152250), sjö i Norrköpings kommun och Östergötland 58°43′41″N 16°12′01″Ö / 58.72813°N 16.20015°Ö
- Skärgölen (Simonstorps socken, Östergötland, 651422-152812), sjö i Norrköpings kommun och Östergötland 58°45′02″N 16°17′19″Ö / 58.75054°N 16.28867°Ö
- Skärgölen (Simonstorps socken, Östergötland, 651573-152481), sjö i Norrköpings kommun och Östergötland 58°45′43″N 16°13′59″Ö / 58.76187°N 16.23319°Ö
- Skärgölen (Simonstorps socken, Östergötland, 651892-152407), sjö i Norrköpings kommun och Östergötland 58°47′30″N 16°13′17″Ö / 58.79180°N 16.22145°Ö
- Skärgölen (Stjärnorps socken, Östergötland), sjö i Linköpings kommun och Östergötland 58°35′28″N 15°30′47″Ö / 58.59104°N 15.51303°Ö
- Skärgölen (Åtvids socken, Östergötland), sjö i Åtvidabergs kommun och Östergötland 58°05′39″N 16°05′27″Ö / 58.09413°N 16.09073°Ö
- Slätgölen, sjö i Linköpings kommun och Östergötland 58°11′35″N 15°44′21″Ö / 58.19301°N 15.73922°Ö
- Smedhemsgölen, sjö i Kinda kommun och Östergötland 57°54′08″N 15°32′08″Ö / 57.90220°N 15.53553°Ö
- Smedsgölen, sjö i Ydre kommun och Östergötland 57°50′10″N 15°23′55″Ö / 57.83611°N 15.39849°Ö
- Snokgölen, sjö i Kinda kommun och Östergötland 58°01′37″N 15°33′35″Ö / 58.02696°N 15.55980°Ö
- Snörumsgölen, sjö i Motala kommun och Östergötland 58°44′27″N 15°06′33″Ö / 58.74094°N 15.10905°Ö
- Solltorpsgölen, sjö i Norrköpings kommun och Östergötland 58°44′50″N 16°01′32″Ö / 58.74712°N 16.02557°Ö
- Spakarpegölen, sjö i Ydre kommun och Östergötland 57°47′08″N 15°28′02″Ö / 57.78558°N 15.46714°Ö
- Spakstorpagölen, sjö i Ydre kommun och Östergötland 57°56′32″N 15°16′39″Ö / 57.94233°N 15.27741°Ö
- Starsjögölen, sjö i Finspångs kommun och Östergötland 58°42′19″N 15°34′19″Ö / 58.70517°N 15.57194°Ö
- Stenabogölen, sjö i Boxholms kommun och Östergötland 58°13′49″N 15°02′59″Ö / 58.23038°N 15.04981°Ö
- Stengölen (Kristbergs socken, Östergötland), sjö i Motala kommun och Östergötland 58°36′09″N 15°21′07″Ö / 58.60242°N 15.35194°Ö
- Stengölen (Yxnerums socken, Östergötland), sjö i Åtvidabergs kommun och Östergötland 58°15′12″N 16°12′12″Ö / 58.25346°N 16.20322°Ö
- Stigstorpegölen, sjö i Finspångs kommun och Östergötland 58°45′36″N 15°36′43″Ö / 58.76000°N 15.61183°Ö
- Stjärnebergsgölen, sjö i Ydre kommun och Östergötland 57°55′48″N 15°24′24″Ö / 57.92987°N 15.40671°Ö
- Stocksjögölen, sjö i Norrköpings kommun och Östergötland 58°43′01″N 16°03′14″Ö / 58.71691°N 16.05385°Ö
- Stora Abborregölen, sjö i Motala kommun och Östergötland 58°44′38″N 15°18′03″Ö / 58.74399°N 15.30087°Ö
- Stora Askgölen, sjö i Norrköpings kommun och Östergötland 58°43′11″N 16°11′32″Ö / 58.71980°N 16.19212°Ö
- Stora Bengölen, sjö i Norrköpings kommun och Östergötland 58°40′30″N 16°05′34″Ö / 58.67508°N 16.09286°Ö
- Stora Billingsgölen, sjö i Kinda kommun och Östergötland 57°57′25″N 15°35′48″Ö / 57.95681°N 15.59660°Ö
- Stora Björngölen (Hycklinge socken, Östergötland), sjö i Kinda kommun och Östergötland 57°58′35″N 16°01′54″Ö / 57.97636°N 16.03166°Ö
- Stora Björngölen (Kisa socken, Östergötland), sjö i Kinda kommun och Östergötland 58°00′56″N 15°34′42″Ö / 58.01559°N 15.57832°Ö
- Stora Blankgölen, sjö i Norrköpings kommun och Östergötland 58°40′52″N 16°02′17″Ö / 58.68121°N 16.03808°Ö
- Stora Bogölen, sjö i Norrköpings kommun och Östergötland 58°43′12″N 16°10′15″Ö / 58.72004°N 16.17089°Ö
- Stora Bosagölen, sjö i Boxholms kommun och Östergötland 58°03′19″N 15°15′34″Ö / 58.05529°N 15.25931°Ö
- Stora Bygölen, sjö i Motala kommun och Östergötland 58°47′01″N 15°19′43″Ö / 58.78359°N 15.32848°Ö
- Stora Frugölen, sjö i Kinda kommun och Östergötland 57°49′05″N 15°54′40″Ö / 57.81804°N 15.91104°Ö
- Stora Grissjögölen, sjö i Motala kommun och Östergötland 58°46′24″N 15°07′44″Ö / 58.77345°N 15.12879°Ö
- Stora Grundgölen, sjö i Norrköpings kommun och Östergötland 58°46′59″N 16°17′24″Ö / 58.78294°N 16.28999°Ö
- Stora Gäddgölen (Horns socken, Östergötland), sjö i Kinda kommun och Östergötland 57°49′54″N 15°53′42″Ö / 57.83179°N 15.89492°Ö
- Stora Gäddgölen (Kvillinge socken, Östergötland), sjö i Norrköpings kommun och Östergötland 58°41′45″N 16°13′13″Ö / 58.69592°N 16.22031°Ö
- Stora Jordgölen, sjö i Boxholms kommun och Östergötland 58°03′51″N 15°06′40″Ö / 58.06409°N 15.11110°Ö
- Stora Klevsgölen, sjö i Kinda kommun och Östergötland 57°52′22″N 15°42′24″Ö / 57.87264°N 15.70662°Ö
- Stora Klintgölen, sjö i Motala kommun och Östergötland 58°47′16″N 15°21′53″Ö / 58.78785°N 15.36473°Ö
- Stora Kullgölen, sjö i Kinda kommun och Östergötland 58°07′50″N 15°36′13″Ö / 58.13046°N 15.60373°Ö
- Stora Lyssgölen, sjö i Finspångs kommun och Östergötland 58°46′14″N 16°04′13″Ö / 58.77047°N 16.07031°Ö
- Stora Långgölen, sjö i Boxholms kommun och Östergötland 58°06′12″N 15°07′45″Ö / 58.10333°N 15.12917°Ö
- Stora Margölen, sjö i Norrköpings kommun och Östergötland 58°46′12″N 16°15′39″Ö / 58.76994°N 16.26094°Ö
- Stora Megölen, sjö i Ydre kommun och Östergötland 57°50′43″N 15°17′05″Ö / 57.84539°N 15.28472°Ö
- Stora Simsgölen, sjö i Norrköpings kommun och Östergötland 58°46′51″N 16°15′54″Ö / 58.78088°N 16.26489°Ö
- Stora Skolgölen, sjö i Kinda kommun och Östergötland 57°53′46″N 15°33′15″Ö / 57.89622°N 15.55412°Ö
- Stora Skärgölen, sjö i Norrköpings kommun och Östergötland 58°42′31″N 16°04′01″Ö / 58.70853°N 16.06708°Ö
- Stora Svartgölen (Skedevi socken, Östergötland), sjö i Finspångs kommun och Östergötland 58°52′20″N 16°04′45″Ö / 58.87234°N 16.07906°Ö
- Stora Svartgölen (Tjällmo socken, Östergötland), sjö i Motala kommun och Östergötland 58°46′54″N 15°20′54″Ö / 58.78169°N 15.34821°Ö
- Stora Såggölen, sjö i Norrköpings kommun och Östergötland 58°43′58″N 16°16′29″Ö / 58.73281°N 16.27479°Ö
- Stora Togölen, sjö i Linköpings kommun och Östergötland 58°34′09″N 15°40′32″Ö / 58.56922°N 15.67561°Ö
- Stora Trangölen, sjö i Ydre kommun och Östergötland 57°42′23″N 15°10′42″Ö / 57.70627°N 15.17836°Ö
- Stora Vindsgölen, sjö i Boxholms kommun och Östergötland 58°09′29″N 14°56′44″Ö / 58.15807°N 14.94569°Ö
- Stora Våkthultagölen, sjö i Boxholms kommun och Östergötland 58°03′12″N 15°15′07″Ö / 58.05337°N 15.25206°Ö
- Stora Ålgölen, sjö i Norrköpings kommun och Östergötland 58°42′14″N 16°01′43″Ö / 58.70394°N 16.02875°Ö
- Storgölen (Tjällmo socken, Östergötland), sjö i Motala kommun och Östergötland 58°42′47″N 15°27′21″Ö / 58.71299°N 15.45593°Ö
- Storgölen (Ulrika socken, Östergötland, 644004-147586), sjö i Linköpings kommun och Östergötland 58°05′01″N 15°23′46″Ö / 58.08364°N 15.39601°Ö
- Storgölen (Ulrika socken, Östergötland, 644141-147447), sjö i Linköpings kommun och Östergötland 58°05′42″N 15°22′21″Ö / 58.09487°N 15.37248°Ö
- Storgölen (Västra Ny socken, Östergötland), sjö i Motala kommun och Östergötland 58°41′49″N 15°02′50″Ö / 58.69705°N 15.04731°Ö
- Storängsgölen, sjö i Åtvidabergs kommun och Östergötland 58°14′10″N 15°59′00″Ö / 58.23609°N 15.98325°Ö
- Ströplagölen, sjö i Motala kommun och Östergötland 58°37′21″N 15°16′18″Ö / 58.62249°N 15.27164°Ö
- Stuggölen, sjö i Norrköpings kommun och Östergötland 58°42′32″N 16°22′18″Ö / 58.70881°N 16.37160°Ö
- Stutgölen, sjö i Kinda kommun och Östergötland 57°55′42″N 15°25′59″Ö / 57.92824°N 15.43306°Ö
- Sunnarpegölen, sjö i Linköpings kommun och Östergötland 58°34′36″N 15°37′43″Ö / 58.57653°N 15.62866°Ö
- Svalgölen, sjö i Kinda kommun och Östergötland 58°03′54″N 15°25′00″Ö / 58.06503°N 15.41655°Ö
- Svaneborgsgölen, sjö i Kinda kommun och Östergötland 57°51′27″N 15°52′18″Ö / 57.85749°N 15.87157°Ö
- Svartgölen (Brunneby socken, Östergötland), sjö i Motala kommun och Östergötland 58°35′42″N 15°21′14″Ö / 58.59497°N 15.35392°Ö
- Svartgölen (Godegårds socken, Östergötland), sjö i Motala kommun och Östergötland 58°41′47″N 15°04′14″Ö / 58.69637°N 15.07061°Ö
- Svartgölen (Krokeks socken, Östergötland), sjö i Norrköpings kommun och Östergötland 58°41′10″N 16°18′19″Ö / 58.68611°N 16.30520°Ö
- Svartgölen (Kvillinge socken, Östergötland), sjö i Norrköpings kommun och Östergötland 58°43′04″N 16°15′25″Ö / 58.71788°N 16.25698°Ö
- Svartgölen (Malexanders socken, Östergötland, 643606-147065), sjö i Boxholms kommun och Östergötland 58°02′54″N 15°18′45″Ö / 58.04824°N 15.31242°Ö
- Svartgölen (Malexanders socken, Östergötland, 644325-146175), sjö i Boxholms kommun och Östergötland 58°06′41″N 15°09′23″Ö / 58.11146°N 15.15633°Ö
- Svartgölen (Nykils socken, Östergötland), sjö i Linköpings kommun och Östergötland 58°09′05″N 15°32′38″Ö / 58.15145°N 15.54383°Ö
- Svartgölen (Risinge socken, Östergötland), sjö i Finspångs kommun och Östergötland 58°47′46″N 16°00′19″Ö / 58.79617°N 16.00529°Ö
- Svartgölen (Simonstorps socken, Östergötland), sjö i Norrköpings kommun och Östergötland 58°48′22″N 16°07′41″Ö / 58.80607°N 16.12802°Ö
- Svartgölen (Stjärnorps socken, Östergötland, 649336-148827), sjö i Linköpings kommun och Östergötland 58°33′46″N 15°36′13″Ö / 58.56284°N 15.60364°Ö
- Svartgölen (Stjärnorps socken, Östergötland, 649469-148463), sjö i Linköpings kommun och Östergötland 58°34′29″N 15°32′28″Ö / 58.57467°N 15.54101°Ö
- Svartgölen (Trehörna socken, Östergötland), sjö i Ödeshögs kommun och Östergötland 58°08′47″N 14°51′44″Ö / 58.14635°N 14.86226°Ö
- Svartgölen (Ulrika socken, Östergötland), sjö i Linköpings kommun och Östergötland 58°07′00″N 15°23′10″Ö / 58.11665°N 15.38613°Ö
- Svartgölen (Västra Eneby socken, Östergötland, 642405-149426), sjö i Kinda kommun och Östergötland 57°56′27″N 15°42′30″Ö / 57.94070°N 15.70829°Ö
- Svartgölen (Västra Eneby socken, Östergötland, 644150-148938), sjö i Kinda kommun och Östergötland 58°05′50″N 15°37′30″Ö / 58.09728°N 15.62511°Ö
- Svartgölen (Västra Ryds socken, Östergötland), sjö i Ydre kommun och Östergötland 57°45′32″N 15°16′37″Ö / 57.75898°N 15.27706°Ö
- Svartgölen (Åtvids socken, Östergötland), sjö i Åtvidabergs kommun och Östergötland 58°11′24″N 15°52′54″Ö / 58.18995°N 15.88170°Ö
- Svartsjögölen, sjö i Finspångs kommun och Östergötland 58°46′32″N 15°52′35″Ö / 58.77548°N 15.87639°Ö
- Svånggölen, sjö i Kinda kommun och Östergötland 58°03′51″N 15°28′02″Ö / 58.06427°N 15.46721°Ö
- Sävgölen (Krokeks socken, Östergötland), sjö i Norrköpings kommun och Östergötland 58°45′10″N 16°19′46″Ö / 58.75289°N 16.32948°Ö
- Sävgölen (Simonstorps socken, Östergötland), sjö i Norrköpings kommun och Östergötland 58°47′44″N 16°12′47″Ö / 58.79560°N 16.21319°Ö
- Sävgölen (Ulrika socken, Östergötland), sjö i Linköpings kommun och Östergötland 58°04′49″N 15°25′42″Ö / 58.08033°N 15.42842°Ö
- Sävsjögölen, sjö i Ydre kommun och Östergötland 57°50′18″N 15°27′46″Ö / 57.83827°N 15.46277°Ö
- Sågforsgölen, sjö i Boxholms kommun och Östergötland 58°05′13″N 15°07′48″Ö / 58.08681°N 15.12999°Ö
- Såggölen (Kvillinge socken, Östergötland), sjö i Norrköpings kommun och Östergötland 58°42′15″N 16°12′28″Ö / 58.70413°N 16.20781°Ö
- Såggölen (Malexanders socken, Östergötland), sjö i Boxholms kommun och Östergötland 58°04′52″N 15°11′54″Ö / 58.08114°N 15.19823°Ö
- Södra Flåtgölen, sjö i Norrköpings kommun och Östergötland 58°42′20″N 16°06′25″Ö / 58.70557°N 16.10691°Ö
- Södra Rödgölen, sjö i Boxholms kommun och Östergötland 58°08′16″N 15°08′38″Ö / 58.13788°N 15.14396°Ö
- Södra Sarvgölen, sjö i Norrköpings kommun och Östergötland 58°44′12″N 16°08′15″Ö / 58.73656°N 16.13739°Ö
- Södra Yxgölen, sjö i Linköpings kommun och Östergötland 58°06′38″N 15°17′42″Ö / 58.11057°N 15.29493°Ö
- Sörfallegölen, sjö i Kinda kommun och Östergötland 58°02′59″N 15°51′25″Ö / 58.04981°N 15.85685°Ö
- Sörgårdsgölen, sjö i Linköpings kommun och Östergötland 58°08′54″N 15°31′15″Ö / 58.14844°N 15.52076°Ö
- Tallgölen (Kisa socken, Östergötland), sjö i Kinda kommun och Östergötland 58°02′27″N 15°27′09″Ö / 58.04080°N 15.45237°Ö
- Tallgölen (Svinhults socken, Östergötland), sjö i Ydre kommun och Östergötland 57°45′48″N 15°31′15″Ö / 57.76344°N 15.52094°Ö
- Tataregölen, sjö i Ydre kommun och Östergötland 57°49′35″N 15°24′59″Ö / 57.82638°N 15.41627°Ö
- Tidersrumsgölen, sjö i Kinda kommun och Östergötland 57°55′36″N 15°28′59″Ö / 57.92659°N 15.48303°Ö
- Timmergölen, sjö i Norrköpings kommun och Östergötland 58°41′11″N 16°16′31″Ö / 58.68649°N 16.27537°Ö
- Tjurgölen, sjö i Linköpings kommun och Östergötland 58°06′28″N 15°19′42″Ö / 58.10773°N 15.32822°Ö
- Tobogölen, sjö i Linköpings kommun och Östergötland 58°15′11″N 15°33′33″Ö / 58.25294°N 15.55909°Ö
- Togölen (Kisa socken, Östergötland), sjö i Kinda kommun och Östergötland 58°03′24″N 15°29′56″Ö / 58.05672°N 15.49879°Ö
- Togölen (Tidersrums socken, Östergötland), sjö i Kinda kommun och Östergötland 57°50′57″N 15°34′23″Ö / 57.84912°N 15.57298°Ö
- Tokgölen, sjö i Linköpings kommun och Östergötland 58°34′06″N 15°33′33″Ö / 58.56824°N 15.55928°Ö
- Tolebogölen, sjö i Linköpings kommun och Östergötland 58°07′33″N 15°26′17″Ö / 58.12578°N 15.43795°Ö
- Tollstorpegölen, sjö i Åtvidabergs kommun och Östergötland 58°15′25″N 15°52′41″Ö / 58.25684°N 15.87809°Ö
- Torgölen (Godegårds socken, Östergötland, 650832-146443), sjö i Motala kommun och Östergötland 58°41′45″N 15°11′30″Ö / 58.69584°N 15.19170°Ö
- Torgölen (Godegårds socken, Östergötland, 651810-146380), sjö i Motala kommun och Östergötland 58°46′55″N 15°10′44″Ö / 58.78205°N 15.17894°Ö
- Torgölen (Västra Hargs socken, Östergötland), sjö i Mjölby kommun och Östergötland 58°09′46″N 15°17′51″Ö / 58.16283°N 15.29758°Ö
- Torgölen (Yxnerums socken, Östergötland), sjö i Åtvidabergs kommun och Östergötland 58°17′55″N 16°10′46″Ö / 58.29869°N 16.17951°Ö
- Torpängsgölen, sjö i Åtvidabergs kommun och Östergötland 58°17′48″N 15°59′53″Ö / 58.29658°N 15.99805°Ö
- Torrgölen (Kisa socken, Östergötland), sjö i Kinda kommun och Östergötland 58°01′57″N 15°26′57″Ö / 58.03262°N 15.44906°Ö
- Torrgölen (Västra Eneby socken, Östergötland), sjö i Kinda kommun och Östergötland 58°06′07″N 15°34′07″Ö / 58.10194°N 15.56861°Ö
- Torrgölen (Västra Hargs socken, Östergötland, 644584-146906), sjö i Mjölby kommun och Östergötland 58°08′07″N 15°16′48″Ö / 58.13529°N 15.27998°Ö
- Torrgölen (Västra Hargs socken, Östergötland, 644885-147312), sjö i Mjölby kommun och Östergötland 58°09′45″N 15°20′55″Ö / 58.16258°N 15.34855°Ö
- Torskgölen, sjö i Åtvidabergs kommun och Östergötland 58°18′20″N 16°17′20″Ö / 58.30542°N 16.28891°Ö
- Toskäppegölen, sjö i Boxholms kommun och Östergötland 58°05′40″N 15°12′39″Ö / 58.09458°N 15.21072°Ö
- Trangölen (Kvillinge socken, Östergötland), sjö i Norrköpings kommun och Östergötland 58°41′01″N 16°03′14″Ö / 58.68351°N 16.05396°Ö
- Trangölen (Malexanders socken, Östergötland), sjö i Boxholms kommun och Östergötland 58°04′06″N 15°17′41″Ö / 58.06846°N 15.29486°Ö
- Trangölen (Ulrika socken, Östergötland), sjö i Linköpings kommun och Östergötland 58°07′13″N 15°17′32″Ö / 58.12034°N 15.29225°Ö
- Trollgölen (Björsäters socken, Östergötland), sjö i Åtvidabergs kommun och Östergötland 58°16′36″N 16°07′30″Ö / 58.27675°N 16.12508°Ö
- Trollgölen (Godegårds socken, Östergötland), sjö i Motala kommun och Östergötland 58°49′16″N 15°12′34″Ö / 58.82098°N 15.20957°Ö
- Trollgölen (Skedevi socken, Östergötland), sjö i Finspångs kommun och Östergötland 58°52′00″N 16°03′02″Ö / 58.86666°N 16.05059°Ö
- Trollgölen (Tidersrums socken, Östergötland), sjö i Kinda kommun och Östergötland 57°48′51″N 15°31′49″Ö / 57.81428°N 15.53030°Ö
- Trollgölen (Ulrika socken, Östergötland), sjö i Linköpings kommun och Östergötland 58°05′25″N 15°24′58″Ö / 58.09034°N 15.41611°Ö
- Trädgårdstorpsgölen, sjö i Linköpings kommun och Östergötland 58°22′39″N 15°55′00″Ö / 58.37747°N 15.91662°Ö
- Trånggölen, sjö i Ydre kommun och Östergötland 57°42′30″N 15°23′04″Ö / 57.70829°N 15.38449°Ö
- Tvättgölen (Blåviks socken, Östergötland), sjö i Boxholms kommun och Östergötland 58°03′55″N 15°06′11″Ö / 58.06539°N 15.10312°Ö
- Tvättgölen (Norra Vi socken, Östergötland), sjö i Ydre kommun och Östergötland 57°50′52″N 15°30′15″Ö / 57.84780°N 15.50411°Ö
- Tyrsbogölen, sjö i Kinda kommun och Östergötland 58°06′54″N 15°38′49″Ö / 58.11508°N 15.64691°Ö
- Tögsbogölen, sjö i Kinda kommun och Östergötland 57°51′06″N 15°35′20″Ö / 57.85157°N 15.58896°Ö
- Unnagölen, sjö i Motala kommun och Östergötland 58°45′41″N 15°09′46″Ö / 58.76133°N 15.16290°Ö
- Vassgölen, sjö i Boxholms kommun och Östergötland 58°04′05″N 15°20′44″Ö / 58.06811°N 15.34553°Ö
- Vegölen, sjö i Motala kommun och Östergötland 58°39′13″N 15°16′08″Ö / 58.65354°N 15.26876°Ö
- Vengölen, sjö i Kinda kommun och Östergötland 57°50′32″N 15°34′54″Ö / 57.84213°N 15.58161°Ö
- Vinnersrumsgölen, sjö i Ydre kommun och Östergötland 57°55′42″N 15°16′02″Ö / 57.92837°N 15.26732°Ö
- Vintergölen, sjö i Motala kommun och Östergötland 58°45′44″N 15°06′57″Ö / 58.76225°N 15.11588°Ö
- Vitgölen (Tjällmo socken, Östergötland), sjö i Motala kommun och Östergötland 58°48′30″N 15°19′45″Ö / 58.80846°N 15.32917°Ö
- Vitgölen (Västra Hargs socken, Östergötland), sjö i Mjölby kommun och Östergötland 58°08′38″N 15°16′17″Ö / 58.14378°N 15.27137°Ö
- Vivassegölen, sjö i Kinda kommun och Östergötland 58°06′04″N 15°54′12″Ö / 58.10123°N 15.90339°Ö
- Vrånggölen (Kristbergs socken, Östergötland), sjö i Motala kommun och Östergötland 58°39′33″N 15°14′53″Ö / 58.65929°N 15.24799°Ö
- Vrånggölen (Malexanders socken, Östergötland), sjö i Boxholms kommun och Östergötland 58°03′29″N 15°19′09″Ö / 58.05796°N 15.31906°Ö
- Vrånggölen (Skedevi socken, Östergötland), sjö i Finspångs kommun och Östergötland 58°51′30″N 16°03′07″Ö / 58.85822°N 16.05191°Ö
- Väggölen, sjö i Motala kommun och Östergötland 58°39′24″N 15°27′19″Ö / 58.65661°N 15.45529°Ö
- Vällingsgölen, sjö i Linköpings kommun och Östergötland 58°33′32″N 15°33′21″Ö / 58.55899°N 15.55590°Ö
- Välnäsegölen, sjö i Linköpings kommun och Östergötland 58°34′17″N 15°29′12″Ö / 58.57149°N 15.48673°Ö
- Vångstensgölen, sjö i Valdemarsviks kommun och Östergötland 58°11′26″N 16°40′53″Ö / 58.19065°N 16.68129°Ö
- Yxnerumsgölen, sjö i Ydre kommun och Östergötland 57°54′06″N 15°16′52″Ö / 57.90167°N 15.28104°Ö
- Älggölen (Godegårds socken, Östergötland), sjö i Motala kommun och Östergötland 58°48′25″N 15°11′54″Ö / 58.80701°N 15.19839°Ö
- Älggölen (Krokeks socken, Östergötland), sjö i Norrköpings kommun och Östergötland 58°43′34″N 16°17′25″Ö / 58.72620°N 16.29023°Ö
- Älggölen (Malexanders socken, Östergötland), sjö i Boxholms kommun och Östergötland 58°06′57″N 15°15′14″Ö / 58.11587°N 15.25397°Ö
- Älggölen (Trehörna socken, Östergötland), sjö i Ödeshögs kommun och Östergötland 58°09′21″N 14°52′02″Ö / 58.15590°N 14.86710°Ö
- Ängbogölen, sjö i Ydre kommun och Östergötland 57°57′37″N 15°01′07″Ö / 57.96020°N 15.01852°Ö
- Ängstugugölen, sjö i Norrköpings kommun och Östergötland 58°44′37″N 16°02′17″Ö / 58.74351°N 16.03798°Ö
- Åkerbogölen, sjö i Åtvidabergs kommun och Östergötland 58°07′39″N 16°01′05″Ö / 58.12758°N 16.01801°Ö
- Ålingagölen, sjö i Ydre kommun och Östergötland 57°43′06″N 15°22′03″Ö / 57.71820°N 15.36760°Ö
- Åndenäsgölen, sjö i Finspångs kommun och Östergötland 58°51′05″N 15°53′04″Ö / 58.85133°N 15.88451°Ö
- Åsarpgölen, sjö i Linköpings kommun och Östergötland 58°10′33″N 15°24′50″Ö / 58.17590°N 15.41398°Ö
- Ödemarkagölen, sjö i Ödeshögs kommun och Östergötland 58°08′18″N 14°47′59″Ö / 58.13842°N 14.79982°Ö
- Ödlegölen (Malexanders socken, Östergötland), sjö i Boxholms kommun och Östergötland 57°58′37″N 15°20′46″Ö / 57.97707°N 15.34619°Ö
- Övarpegölen, sjö i Linköpings kommun och Östergötland 58°13′44″N 15°25′50″Ö / 58.22883°N 15.43059°Ö
- Övre Herrgölen, sjö i Norrköpings kommun och Östergötland 58°42′25″N 16°10′50″Ö / 58.70691°N 16.18059°Ö